# Filip Majchrowicz
Filip Majchrowicz (Olsztyn, 9 febbraio 2000) è un calciatore polacco, portiere del Górnik Zabrze.

## Carriera

### Club
Ha giocato nella prima divisione polacca, in quella cipriota ed in quella svedese.

### Nazionale
Nel 2021 ha giocato una partita con la nazionale polacca Under-21, subendovi 2 reti.

## Statistiche

### Presenze e reti nei club
Statistiche aggiornate al 25 giugno 2022.
| Stagione              | Squadra               | Campionato            | Campionato | Campionato | Coppe nazionali | Coppe nazionali | Coppe nazionali | Coppe continentali | Coppe continentali | Coppe continentali | Altre coppe | Altre coppe | Altre coppe | Totale | Totale | Totale |
| Stagione              | Squadra               | Comp                  | Pres       | Reti       | Comp            | Pres            | Reti            | Comp               | Pres               | Reti               | Comp        | Pres        | Reti        | Pres   | Reti   |        |
| --------------------- | --------------------- | --------------------- | ---------- | ---------- | --------------- | --------------- | --------------- | ------------------ | ------------------ | ------------------ | ----------- | ----------- | ----------- | ------ | ------ | ------ |
| 2019-2020             | Resovia Rzeszów       | 2L                    | 3          | -2         | CP              | 0               | 0               | -                  | -                  | -                  | -           | -           | -           | 3      | -2     |        |
| mar.-giu. 2021        | Radomiak Radom        | 1L                    | 0          | 0          | CP              | -               | -               | -                  | -                  | -                  | -           | -           | -           | 0      | 0      |        |
| 2021-2022             | Radomiak Radom        | EK                    | 33         | -39        | CP              | 0               | 0               | -                  | -                  | -                  | -           | -           | -           | 33     | -39    |        |
| Totale Radomiak Radom | Totale Radomiak Radom | Totale Radomiak Radom | 33         | -39        |                 | 0               | 0               |                    | -                  | -                  |             | -           | -           | 33     | -39    |        |
| Totale carriera       | Totale carriera       | Totale carriera       | 36         | -41        |                 | 0               | 0               |                    | -                  | -                  |             | -           | -           | 36     | -41    |        |

### Cronologia presenze e reti in nazionale
| Cronologia completa delle presenze e delle reti in nazionale ― Polonia under 21 | Cronologia completa delle presenze e delle reti in nazionale ― Polonia under 21 | Cronologia completa delle presenze e delle reti in nazionale ― Polonia under 21 | Cronologia completa delle presenze e delle reti in nazionale ― Polonia under 21 | Cronologia completa delle presenze e delle reti in nazionale ― Polonia under 21 | Cronologia completa delle presenze e delle reti in nazionale ― Polonia under 21 | Cronologia completa delle presenze e delle reti in nazionale ― Polonia under 21 | Cronologia completa delle presenze e delle reti in nazionale ― Polonia under 21 |
| Data                                                                            | Città                                                                           | In casa                                                                         | Risultato                                                                       | Ospiti                                                                          | Competizione                                                                    | Reti                                                                            | Note                                                                            |
| ------------------------------------------------------------------------------- | ------------------------------------------------------------------------------- | ------------------------------------------------------------------------------- | ------------------------------------------------------------------------------- | ------------------------------------------------------------------------------- | ------------------------------------------------------------------------------- | ------------------------------------------------------------------------------- | ------------------------------------------------------------------------------- |
| 8-10-2021                                                                       | Szeged                                                                          | Ungheria under 21                                                               | 2 – 2                                                                           | Polonia under 21                                                                | Qual. Europeo Under-21 2023                                                     | -2                                                                              |                                                                                 |
| Totale                                                                          |                                                                                 | Presenze                                                                        | 1                                                                               |                                                                                 | Reti                                                                            | -2                                                                              |                                                                                 |

## Palmarès

### Club

#### Competizioni nazionali
- Campionato polacco di seconda divisione: 1

Radomiak Radom: 2020-2021